# 538 Friederike
Friederike (asteroide 538) é um asteroide da cintura principal com um diâmetro de 72,49 quilómetros, a 2,6471892 UA. Possui uma excentricidade de 0,1635731 e um período orbital de 2 056,5 dias (5,63 anos).
Friederike tem uma velocidade orbital média de 16,74226643 km/s e uma inclinação de 6,50273º.
Este asteroide foi descoberto em 18 de Julho de 1904 por Paul Götz.